# Târgu Trotuș
Târgu Trotuș is een Roemeense gemeente in het district Bacău.
Târgu Trotuș telt 5598 inwoners.